# Bălgarska Poleana
Bălgarska poleana (în bulgară Българска поляна) este un sat în Obștina Topolovgrad, Regiunea Haskovo, Bulgaria.

## Demografie
Componența etnică a satului Bălgarska Poleana
     Bulgari (84,65%)
     Romi (15,34%)
     Nicio identificare (0%)
     Altele (0%)
La recensământul din 2011, populația satului Bălgarska Poleana era de 189 locuitori. Din punct de vedere etnic, majoritatea locuitorilor (84,65%) erau bulgari, cu o minoritate de romi (15,34%). Pentru 0,0% din locuitori nu este cunoscută apartenența etnică.